# Wechselsucher

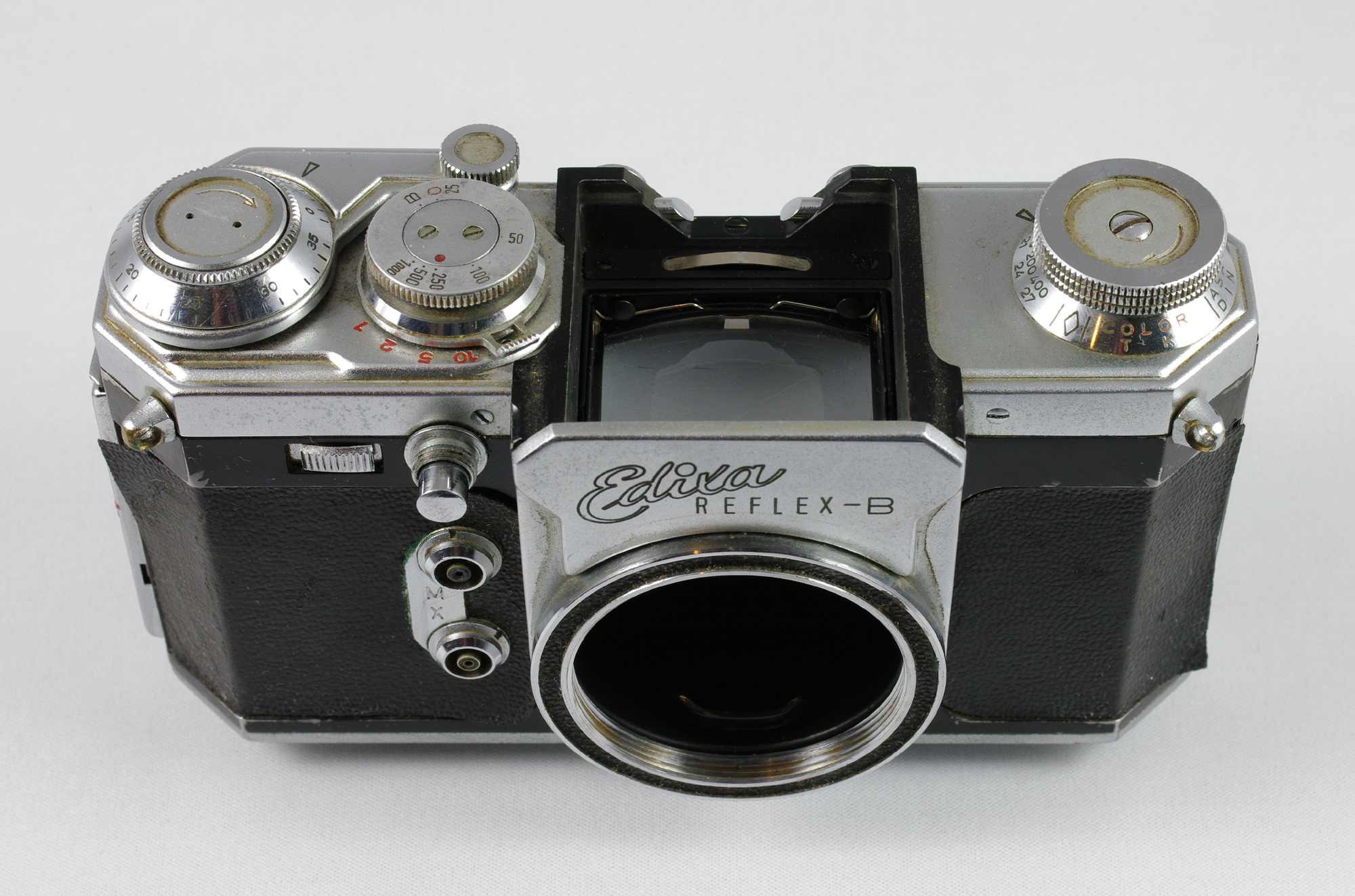
Edixa Reflex-B, bei der der Sucher abgenommen wurde. Ein direkter Blick auf die Mattscheibe ist somit möglich

Ein Wechselsucher ist ein Bauteil einer Kamera, das der Bildausschnittbetrachtung dient und das von der Kamera abnehmbar ist. Der Begriff wird im engeren Sinne bei Spiegelreflexkameras verwendet, deren Sucher (der der Betrachtung der Mattscheibe dient) gegen einen anderen austauschbar ist, um die Kamera an verschiedene photographische Aufgabenstellungen anzupassen. 
Folgende Wechselsuchertypen gibt es beispielsweise:
- Lichtschachtsucher: Einfacher Schacht zur Betrachtung der Mattscheibe von oben, teils mit Lupe.
- Prismensucher: Sucher mit Prismenoptik zur Erzeugung eines aufrechten und seitenrichtigen Bildes; Einblick von hinten oder unter 45°; teilweise mit vergrößerter Pupille.
- Sportsucher: Ein Prismensucher mit einer größeren Eintrittspupille.
- TTL-Prismensucher: Prismensucher mit eingebauter Belichtungsmessung (teils mit Koppelung zu Kameraelementen).
- Lupensucher: Ähnlich dem Lichtschacht mit Einblick von oben, aber durch Lupe ein vergrößertes Sucherbild.
- Autofokussucher: Sucher mit eingebauter Autofokusfunktion (Nikon F3 AF).
- Sucher mit Gitterlinien für Architekturfotografie

Einige Modelle mit Wechselsucher:
- Bronica: Alle Modelle bis auf 645RF
- Canon: F1, F1n, new F1
- Contax: Contax 645 AF
- Hasselblad: Alle Modelle bis auf "Super Wide"
- Ihagee: Exakta Varex, Exa 1a, 1b
- Icarex 35 CS
- Kiev Camera: 60, 88, 88CM, 90, 645
- Mamiya: RB67, RZ67, 645-Modelle, C-Modelle
- Minolta: XM / XK / X-1, XM Motor / XK Motor / X-1 Motor
- Miranda: Sensomat
- Nikon: F, F2, F3, F4, F5
- Pentax: LX, 67
- Praktica: VLC, VLC2, VLC3, Pentacon SIX
- Rollei: SL 66, SLX, 6xxx-Reihe, SL2002, 3003
- Topcon: Super D